# Santo Tomé (Corrientes)
Santo Tomé is een plaats in het Argentijnse bestuurlijke gebied Santo Tomé in de provincie Corrientes. De plaats telt 22.634 inwoners.
De stad is sinds 1979 de zetel van het rooms-katholieke bisdom Santo Tomé.

## Geboren in Santo Tomé
- Juan Ramón Rocha (1954), voetballer en coach

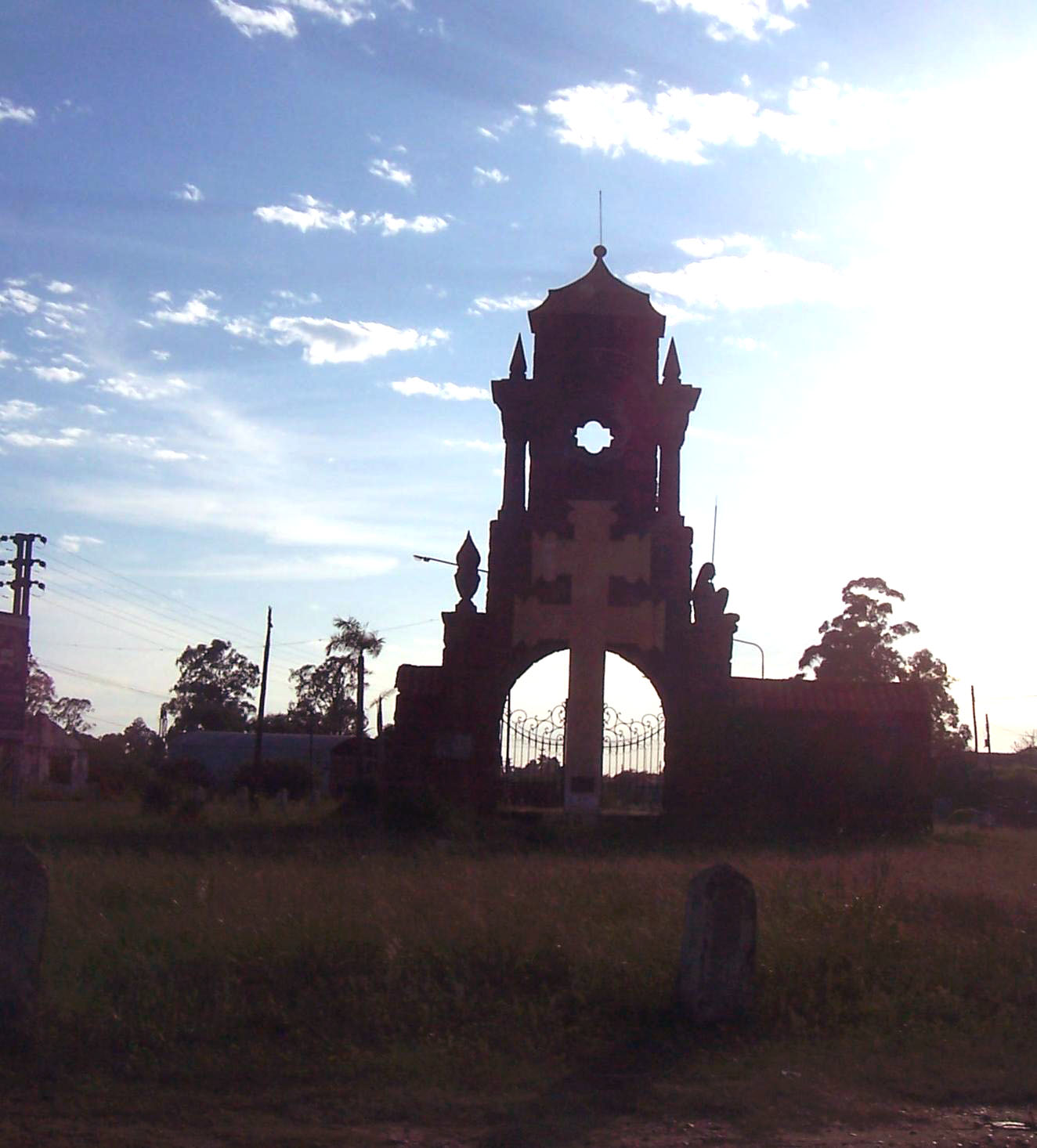
Santo Tomé